# Edward Henry Palmer

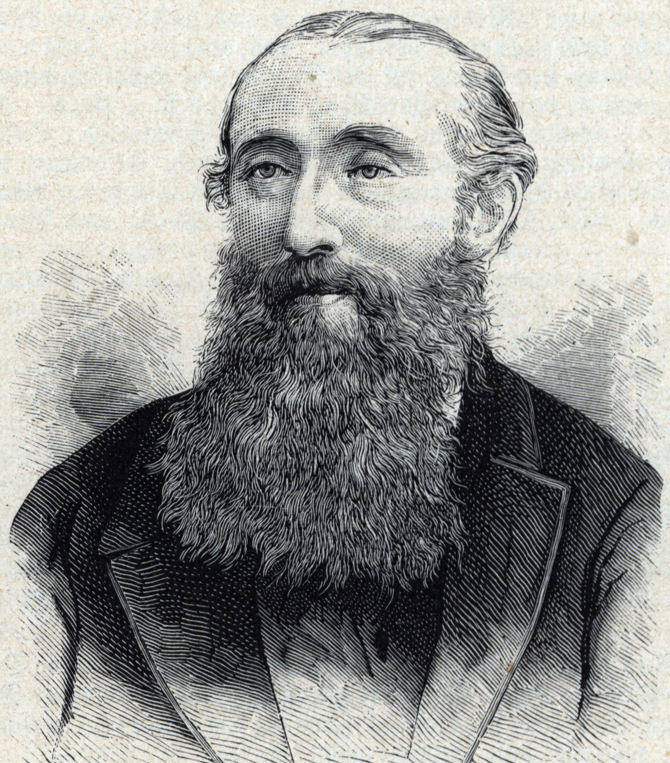
Edward Henry Palmer

Edward Henry Palmer (* 7. August 1840 in Cambridge; † 10. August 1882 bei Khelat et Nakhl) war ein englischer Orientalist.

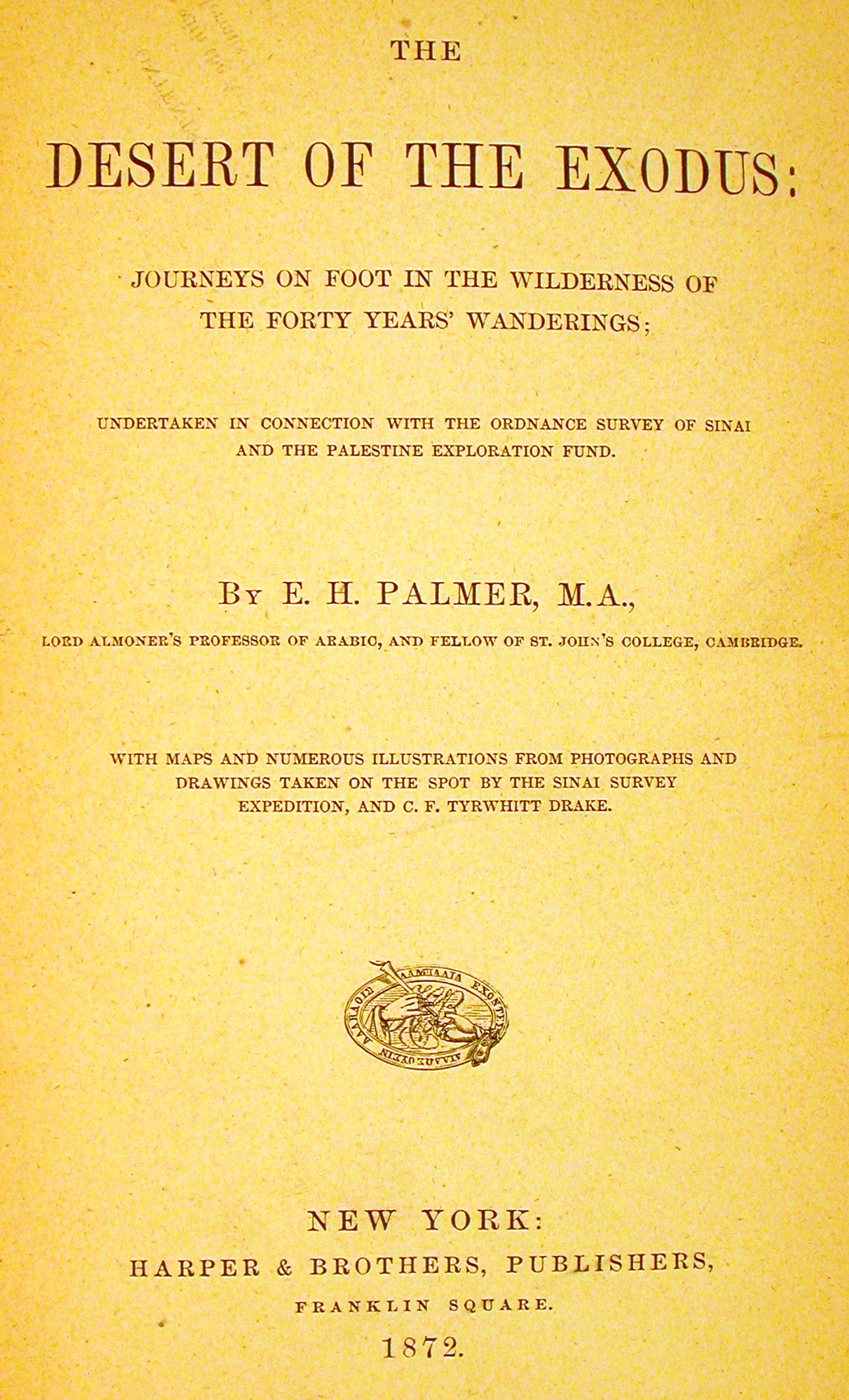
The Desert of the Exodus (1872)

## Leben
Edward Henry Palmer studierte bis 1867 in Cambridge im St. John’s College. Er nahm zwischen 1868 und 1869 an der zur Erforschung des Sinai-Gebiets entsandten Expedition des Palestine Exploration Fund teil und bereiste zusammen mit Tyrphitt Drake bis 1870 die Wüste Et-tib und Moab. Im November 1871 wurde Palmer zum Lord Almoners Professor der Arabischen Sprache an der Universität Cambridge ernannt. Schon sehr früh hatte er das Studium der orientalischen Sprachen begonnen und sich, fast ganz als Autodidakt, große Kenntnisse darin erworben. 1878 siedelte er nach London über.
Bei Beginn des ägyptischen Krieges 1882 bot Palmer sich freiwillig zu einer Expedition zur Sinaihalbinsel an, um die Beduinen für England zu gewinnen. Seine Bemühungen hatten zunächst Erfolg, doch wurde er bei seinem zweiten Zug durch die Wüste mit seinen Begleitern Kapitän William John Gill und Leutnant Harold Charrington im Auftrag des ägyptischen Gouverneurs von Khelat et Nakhl gefangen genommen und am 10. August 1882 in der Nähe dieses Postens ermordet.
Im April 1883 wurden die sterblichen Überreste Palmers in der St Paul’s Cathedral in London beigesetzt.

## Werke (Auswahl)
- Ye Hole in ye Walle: a Legende of Walthamstowe Abbey. A merrie, metrical and monastical romaunce. Cambridge 1860.
- Oriental mysticism: a treatise on Sufiistic and unitarian theosophy of the Persians. Comp. from native sources. Cambridge 1867. (Reprint London 1969) Textarchiv – Internet Archive
- An Address to the People of India on the death of Mir Syud Mohummed Khan Bahadoor … late Tehseeldar of Jubbulpore. In Arabic and English. (al-Marthiyah etc.). Cambridge 1868.
- A descriptive catalogue of the Arabic, Persian and Turkish manuscripts in the library of Trinity College, Cambridge: with an appendix, containing a catalogue of the Hebrew and samaritan MSS.in the same library. London 1870.
- The desert of the exodus. Deutsch: Der Schauplatz der vierzigjährigen Wüstenwanderung Israels: Fußreisen in der Sinai-Halbinsel und einigen angrenzenden Gebieten; in Verbindung mit der Ordnance Survey of Sinai und dem Palestine Exploration Fund unternommen. Perthes, Gotha 1876.
- A history of the Jewish nation: from the earliest times to the present day. Society for Promoting Christian Knowledge, London 1883.
- A Concise Dictionary of the Persian Language. Trübner & Co., London 1876. (Zahlreiche Neuauflagen)
- Haroun Alraschid, caliph of Bagdad. Marcus Ward, London 1881.
- The Arabic Manual. Comprising a condensed grammar of both the classical and modern Arabic, reading lessons, … vocabulary, etc. W. H. Allen & Co., London 1881. (Zahlreiche Neuauflagen)
- Trübner’s collection of Simplified Grammars of the principal Asiatic and European languages. Hertford, Trübner & Co., London 1882.
- Simplified grammar of Arabic, Persian, and Hindustani. Unabridged republication of the 3. ed., London 1890. (Reprint: Dover Publ., Mineola NY 2002, ISBN 0-486-42475-8)

Eine revidierte Version seiner Koranübersetzung erschien in der von Friedrich Max Müller herausgegebenen Sammlung
- Sacred Books of the East. In Band 6 und Band 9; Oxford 1880. (Reprint: Delhi 1965)

Einzelausgabe:
- The Koran. Übersetzung von E. H. Palmer. Oxford Univ. Press, London u. a. 1951. (Zahlreiche weitere Ausgaben)

## Übertragungen
Außerdem hat er Javidan i Hirad, the Wisdom of ages u. a. aus dem Persischen übersetzt und Thomas Moores Dichtung Paradise and the Peri in arabische Verse übertragen.
- Zuhair Ibn-Mohammad, Bahā’-ad-Dín: The poetical works of Béhá-ed-Dín Zoheir of Egypt / with a metrical english transl., notes and introd. by E. H. Palmer. Cambridge 1876.